# Björk Guðmundsdóttir & tríó Guðmundar Ingólfssonar
Björk Guðmundsdóttir & tríó Guðmundar Ingólfssonar var en kortlivad isländsk jazzgrupp, aktiv mellan 1990 och 1991. Bandet bildades när sångerskan Björk Guðmundsdóttir, som då spelade i The Sugarcubes, gick med i tríó Guðmundar Ingólfssonar. I denna ensemble fanns då Guðmundur Ingólfsson på piano, Þórður Högnason på bas och Guðmundur Steingrímsson på trummor.
Kvartettens första och enda album, Gling-Gló, utgavs i oktober 1990 av skivbolaget Smekkleysa. Därefter följde en del konserter på nattklubbar runtom Island där också en del nytt material framfördes men som aldrig gavs ut officiellt. Året därpå avled Guðmundur Ingólfsson i cancer, varefter gruppen upplöstes. Efter upplösningen spelade Björk in det sista albumet med The Sugarcubes 1992 innan hon inledde sin berömda solokarriär.

## Diskografi

### Studioalbum
- 1990 - Gling-Gló

### Liveinspelningar
Följande liveinspelningar gavs aldrig ut officiellt men har spridit sig som en bootleg betitlad Gling-Gló Live at the Hotel Borg.
1. "I Fall in Love Too Easily"
2. "Luktar-Gvendur"
3. "You Don’t Know What Love is"
4. "Cry Me a River"
5. "I Can’t Help Loving that Man"
6. "Brestir og Brak"
7. "Ruby Baby"
8. "Pabbi Minn"
9. "Gling Gló"
10. "Misty"
11. "Í Dansi með Þér"
12. "Bella Símamær"
13. "Litli Tónlistarmadur"
14. "Ástartöfrar"